# Gabinet Johna F. Kennedy’ego
Gabinet Johna F. Kennedy’ego – powołany i zaprzysiężony w 1961 roku.
| Funkcja/Departament                             | Imię i nazwisko                           | Kadencja                |
| ----------------------------------------------- | ----------------------------------------- | ----------------------- |
| Prezydent                                       | John F. Kennedy                           | 1961 – 1963             |
| Wiceprezydent                                   | Lyndon B. Johnson                         | 1961 – 1963             |
| Sekretarz stanu                                 | Dean Rusk                                 | 1961 – 1963             |
| Sekretarz skarbu                                | C. Douglas Dillon                         | 1961 – 1963             |
| Sekretarz obrony                                | Robert McNamara                           | 1961 – 1963             |
| Prokurator generalny                            | Robert F. Kennedy                         | 1961 – 1963             |
| Poczmistrz generalny                            | J. Edward Day John A. Gronouski           | 1961 – 1963 1963        |
| Sekretarz zasobów wewnętrznych                  | Stewart Udall                             | 1961 – 1963             |
| Sekretarz rolnictwa                             | Orville Freeman                           | 1961 – 1963             |
| Sekretarz handlu                                | Luther H. Hodges                          | 1961 – 1963             |
| Sekretarz pracy                                 | Arthur Goldberg W. Willard Wirtz          | 1961 – 1962 1962 – 1963 |
| Sekretarz zdrowia, edukacji i opieki społecznej | Abraham A. Ribicoff Anthony J. Celebrezze | 1961 – 1962 1962 – 1963 |